# Charles II. de Lalaing

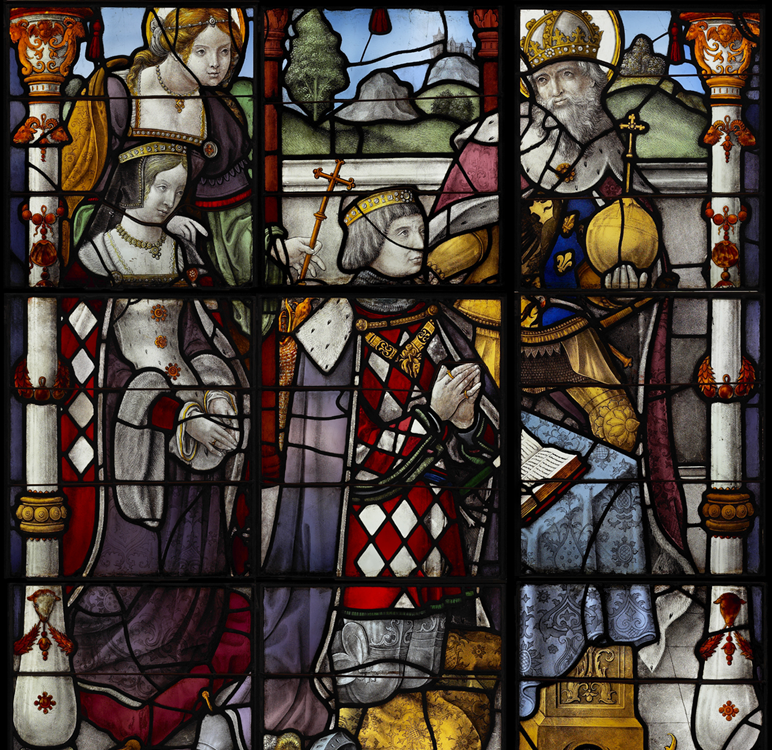
Charles de Lalaing und Marguerite de Croÿ, Detail aus einem Fenster der Kirche von Hoogstraten, 1535.

Charles II. de Lalaing (* um 1506; † 22. November 1558 in Brüssel) war Graf von Lalaing, ein Hennegauer Staatsmann und General des heiligen römischen Kaisers Karl V. Von 1520 bis 1527 war er Bischof von Coria.

## Leben
Seine Eltern waren Jacqueline de Luxembourg und Charles I. de Lalaing (1466–1525), Freiherr von Escornaix, Herr von Montigny, Santes Bracle, erster Graf von Lalaing.
Seine Geschwister waren Jacques (1500–1521), Marguerite (1508–1592) und Philip (1510–1555).
Er führte den Titel Baron d’Escornaix.
Er wurde 1531 in Tournai zum Ritter des Ordens vom Goldenen Vlies ernannt.
Er war Conseiller d’État. Nach einigen Regionalregierungen (Statthalter von Utrecht, Gouverneur von Luxembourg), war er von 1537 bis 1549 Grand-bailli, Gouverneur und capitaine général der Grafschaft Hennegau.
Am 6. Juli 1553, am Tag als Eduard VI. starb, entsandte ihn Karl V. zusammen mit Simon Renard und Jehan de Montmorency, um einen Ehevertrag abzuschließen. Nachdem Philipp II. von Spanien am 25. Juli 1554 Maria I. von England geheiratet hatte, blieb Renard als Resident Ambassador.

## Familie
Er heiratete am 30. August 1520 Marguerite de Croÿ, Dame de Wavrin (1508–1549). Sie hatten insgesamt zwölf Kinder, von denen nur eins das Erwachsenenalter erreichte:
- Philipp (1537–1582), Statthalter des Hennegau und Generalleutnant ⚭ Margaretha von Ligne (* 24. Februar 1552; † 24. Februar 1611), Tochter von Johann von Ligne

Um 1550 heiratete er Marie van Horn-Montmorency († 1570). Ihre Kinder waren:
- Philippe-Christine (1551–1582)
- Emmanuel-Philibert de Lalaing (1557–1590)